# ロナルド・フエンテス
ロナルド・フエンテス（Ronald Hugo Fuentes Núñez、1969年6月22日 - ）は、チリの元サッカー選手。元チリ代表。ポジションはディフェンダー。

## 来歴
1991年4月にチリ代表デビュー。出場機会は無かったが、コパ・アメリカ1991、コパ・アメリカ1995のメンバーにも選ばれた。1998 FIFAワールドカップでは全4試合に出場した。2000年までに50試合に出場、1得点をあげた。

## 代表歴

### 出場大会
- チリ代表
  - 1998 FIFAワールドカップ

### 試合数
- 国際Aマッチ 50試合 1得点（1991年-2000年）[1]

| チリ代表 | 国際Aマッチ | 国際Aマッチ |
| 年       | 出場        | 得点        |
| -------- | ----------- | ----------- |
| 1991     | 3           | 0           |
| 1992     | 0           | 0           |
| 1993     | 0           | 0           |
| 1994     | 7           | 0           |
| 1995     | 5           | 1           |
| 1996     | 9           | 0           |
| 1997     | 8           | 0           |
| 1998     | 13          | 0           |
| 1999     | 0           | 0           |
| 2000     | 5           | 0           |
| 通算     | 50          | 1           |